# Азаренко, Олег Викторович
Олег Викторович Азаренко (род. 3 марта 1977, Зима, Иркутская область) — российский регбист. Мастер спорта России международного класса.

## Биография
С 1995 года играл за клуб «Красный Яр» Красноярск. Вошёл в символическую сборную сезона-2009. Выступал за сборную России. Получил серьезную травму ахиллова сухожилия, с 2012 года не выходил на поле и в следующем году завершил карьеру.
Окончил Красноярский техникум физической культуры (1994—1996).
В 2003 году был приговорён к трем годам лишении свободы по ч. 3 ст. 111 УК РФ («Умышленное причинение тяжкого вреда здоровью»).
В апреле 2014 года в отношении Азаренко было возбуждено уголовное дело по ч. 2 ст. 228 УК РФ («Хранение наркотических средств в крупном размере»). Он был приговорён к 9,5 годам лишения свободы. В декабре 2021 года появилась информация, что Азаренко был причастен к пыткам заключенных в СИЗО-1 Красноярска.